# Altevatnet
L'Altevatnet est le onzième plus grand lac de Norvège avec une superficie de 79,7 km2. Le lac fait environ 35 kilomètres de long pour une largeur moyenne de 2 kilomètres. Il se situe dans la commune de Bardu et est le plus grand lac du comté de Troms. Il se trouve à 489 mètres d'altitude.
Trois barrages (Innset, Straumsmo et Bardufoss kraftverk) utilisent le lac comme réservoir. Son émissaire est la rivière Barduelva, qui se jette elle-même dans la Målselva.

## Étymologie
Le nom Altevatnet provient du nom same Álddesjávri, álda faisant probablement référence à des pratiques de sacrifice et jávri signifiant lac.